# 工人党 (印度)
工人党（英语：Workers Party）是印度的一个已不存在的共产主义政党。该党成立于1976年，分裂自印度工人党，当时取名为共产主义工人党。1993年，该党改用现名。该党的创始人是Jyotibhushan Bhattacharya教授，他于1998年逝世，他是一名著名学者及马克思主义理论家。